# Другово
Другово (на македонска литературна норма: Другово; на албански: Drugova) е село в Северна Македония, част от община Кичево.

## География
Селото е разположено в областта Долна Копачка на левия бряг на река Треска (Голема) на три километра южно от град Кичево.

## История
Според „Кичево в миналото си и сега“ Другово е заселено от арнаути дошли от Полога в XVIII век.
В XIX век Другово е албанско село в Кичевска каза на Османската империя. В „Етнография на вилаетите Адрианопол, Монастир и Салоника“, издадена в Константинопол в 1878 година и отразяваща статистиката на населението от 1873 година, Другово (Drougovo) е посочено като село с 40 домакинства, като жителите му са 105 мюсюлмани.
Според статистиката на Васил Кънчов („Македония. Етнография и статистика“) в 1900 Другово има 260 жители арнаути мохамедани.
На Етнографската карта на Битолския вилает на Картографския институт в София от 1901 година Другово е чисто албанско село в Кичевската каза на Битолския санджак с 60 къщи.
След Междусъюзническата война в 1913 година селото попада в Сърбия.
По време на българското управление на Вардарска Македония през Първата световна война Другово е част от Бръжданска община в Кичевска околия и има 396 жители.
На етническата си карта на Северозападна Македония в 1929 година Афанасий Селишчев отбелязва Другово като албанско село.
Църквата „Света Неделя“ е осветена на 9 ноември 1996 година от митрополит Тимотей Дебърско-Кичевски. Живописта е дело на Бошко Попоски и Владо Димоски от Кичево. Иконостасът е на резбаря Сокол от Скопие, а иконостасните икони са иконописани от Мирослав Кръстески.
На 5 остомври 1998 година в Другово е открита поща.
Според преброяването от 2002 година селото има 1492 жители.
| Националност | Всичко |
| македонци    | 1250   |
| албанци      | 108    |
| турци        | 128    |
| роми         | 1      |
| власи        | 0      |
| сърби        | 2      |
| бошняци      | 0      |
| други        | 3      |

От 1996 до 2013 година селото е център на община Другово.

## Личности
Родени в Другово
- Елез Фератов Елезов, български революционер от ВМОРО, куриер в четите на Арсо Мицков и Наке Янев.[10]